# Geneviève de Fontenay
Geneviève de Fontenay, nata Geneviève Mulmann (Longwy, 30 agosto 1932 – Saint-Cloud, 1º agosto 2023), è stata una socialite francese.

## Biografia
Geneviève Suzanne Marie Thérèse Mulmann visse a Saint-Cloud ed il nome che utilizzava in pubblico, de Fontenay, era uno pseudonimo.
Fu per molto tempo l'organizzatrice dei concorsi Miss Francia e Miss Europa.
Geneviève de Fontenay e suo figlio Xavier Poirot, che utilizza lo stesso pseudonimo della madre, hanno venduto il franchise Miss Francia al gruppo Endemol. I concorsi regionali e locali da cui vengono selezionate le partecipanti per Miss Francia sono stati comunque organizzati da Geneviève de Fontenay.
De Fontenay è morta all'età di 90 anni, il 1° agosto 2023, a seguito di un infarto. Secondo le sue ultime volontà, fu sepolta senza cerimonia religiosa accanto al suo ex compagno Louis e al loro figlio Ludovic al cimitero parigino di Ivry.

## Filmografia
- Les Clefs de bagnole, regia di Laurent Baffie (2003)
- Léa Parker - serie TV, episodio 1x14 (2004)
- La Minute vieille, regia di Fabrice Maruca - serie TV (2019)